# ماریو فونتانلا
ماریو فونتانلا (انگلیسی: Mario Fontanella؛ زادهٔ ۲۸ ژوئن ۱۹۸۹) بازیکن فوتبال اهل ایتالیا است.
از باشگاه‌هایی که در آن بازی کرده‌است می‌توان به باشگاه فوتبال والتا اشاره کرد.